# 阿爾托波洛特河
阿爾托波洛特河（烏克蘭語：Артополот），是烏克蘭的河流，位於該國東北部，屬於蘇拉河的支流，發源自阿納斯塔西夫卡北部，流經蘇梅州和波爾塔瓦州，河道全長38公里，流域面積408平方公里。